# Gastone Celio
Gastone Celio (San Martino di Venezze, 15 agosto 1927) è un ex calciatore italiano, di ruolo difensore.

## Caratteristiche tecniche
Giocava nel ruolo di terzino.

## Carriera
Dopo gli esordi nel Badia Polesine, nel 1946 viene acquistato dal Padova, dove rimane per cinque stagioni. Scende in campo in due occasioni, entrambe in Serie A: debutta nella massima serie il 5 giugno 1949, nella vittoria per 3-0 sulla Juventus, e successivamente gioca da titolare nella sconfitta per 5-0 sul campo della Roma il 1º ottobre 1950.
Nel 1951 scende in Serie C, in prestito al Piacenza. In Emilia gioca da titolare, in coppia con l'altro terzino Dante Ravani, nella formazione che conclude al primo posto il girone B del campionato di Serie C 1951-1952, mancando la promozione nel girone finale con Cagliari, Maglie e Vigevano; Celio colleziona 33 presenze in campionato e altre 6 nelle partite del girone finale. Riscattato dagli emiliani. Rimane al Piacenza per altri tre campionati, sempre come terzino titolare (ad eccezione della stagione 1953-1954, quando si alterna al fianco di Ravani con l'ex milanista Carlo Scaccabarozzi).
Dopo quattro anni al Piacenza, nel 1955 passa alla Sambenedettese, con cui ottiene la promozione in Serie B al termine del campionato di Serie C 1955-1956, nel quale realizza l'unico gol della carriera. Riconfermato dai marchigiani nella serie cadetta, gioca 65 partite in Serie B e nel 1958 va a chiudere la carriera con un'altra stagione al Piacenza, in Serie C, conclusa con il penultimo posto in campionato.
Rimane tesserato per il Piacenza anche nella stagione 1959-1960, senza mai scendere in campo.

## Palmarès

### Club

#### Competizioni nazionali
- Serie C: 2

Piacenza: 1951-1952
Sambenedettese: 1955-1956